# Ofensiva russa de Khàrkiv de 2024
El 10 de maig de 2024, les Forces Armades russes van començar una operació ofensiva a la província de Khàrkiv, bombardejant i intentant trencar les defenses de les Forces Armades Ucraïneses en direcció a Vovtxansk.

## Fons
En els primers mesos de la seva invasió, les Forces Armades russes van aconseguir conquerir grans parts de la província de Khàrkiv, incloses les ciutats de Kupiansk, Izium, Xevtxénkove i Balaklia. Després d'una contraofensiva el setembre de 2022, les forces ucraïneses van poder recuperar aquests assentaments i expulsar les forces russes de gairebé tota la província.
Durant els primers mesos de 2024, van aparèixer informes que l'exèrcit rus estava reconstruint les seves forces al nord per llançar una nova ofensiva en direcció a Khàrkiv més tard aquell mateix any. El secretari de premsa del Kremlin, Dmitri Peskov, i el ministre d'Afers Exteriors rus, Serguei Lavrov, també havien amenaçat repetidament d'atacar la província de Khàrkiv i establir una zona tampó per protegir la província de Belgorod en resposta als atacs transfronterers d'Ucraïna.
El 8 de maig de 2024, el governador de la província de Khàrkiv, Oleg siniehubov, va informar d'una gran reunió de forces russes al nord de la regió.

## Batalla

### 10 de maig
Segons el Ministeri de Defensa d'Ucraïna, les forces russes van bombardejar posicions amb bombes guiades en direcció a Vovtxansk durant el dia i van afegir foc d'artilleria a la nit. Un intent de trencar la línia del front es va registrar a les 5:00 del matí del 10 de maig. Fins a 4-5 batallons d'infanteria russos d'unes forces de nova creació van travessar la frontera de l'estat, suposadament capturant els pobles de Krasne, Borisivka, Strilecha i Pylna. Vovchansk va ser objecte d'un intens foc d'artilleria durant la nit, que va continuar l'endemà. Les forces armades d'Ucraïna van instar els residents de la província de Khàrkiv del nord a evacuar.
Segons el periodista militar ucraïnès Iuri Butusov, l'àrea fronterera capturada havia estat una "zona grisa" darrere de la línia defensiva ucraïnesa sense presència militar ucraïnesa, amb l'excepció de Striletxa. Siniegubov també es va referir als pobles afectats com una "zona grisa", afirmant que "les forces armades ucraïneses no han perdut ni un sol metre". Segons DeepStateMap. Els analistes en directe, citant fonts confidencials, les forces russes havien ocupat el poble de Pilna diversos dies abans del 10 de maig, però la mala comunicació dins de l'exèrcit ucraïnès havia impedit qualsevol acció.
Més tard a la tarda, les unitats de reserva van ser enviades a la província de Khàrkiv per mantenir la línia del front, segons el Ministeri de Defensa d'Ucraïna.
El president ucraïnès Volodímir Zelenski va dir que l'artilleria ha estat capaç fins ara de repel·lir l'ofensiva russa a la província de Khàrkiv i que Rússia pot treure més reserves per donar suport a l'ofensiva, però les forces armades d'Ucraïna estan disposades a resistir-los.
Més tard, aquell mateix dia, un alt comandant ucraïnès va dir que les forces russes havien empès les forces ucraïneses cap enrere a un quilòmetre de la frontera entre Rússia i Ucraïna i que tenien l'objectiu d'avançar 10 quilòmetres cap a Ucraïna. La ciutat fronterera de Vovtxansk va ser sotmesa a un"bombardeig massiu" i els residents estaven sent evacuats.
També es va informar de la lluita als pobles de Pletenivka, Hatyshtxe, Hoptivka, Morokhovets, Olinikove i Ohirtseve. Els bloguers russos van afirmar que Pletenivka, Hatyshche, Ohirtseve i Zelene havien estat sota control rus, segons l'Institut per a l'Estudi de la Guerra, que no va ser capaç de verificar les afirmacions. La 42a Brigada Mecanitzada d'Ucraïna va publicar imatges de la seva unitat "Perun" que destruïa quatre vehicles de combat d'infanteria BMP russos a l'àrea de Pilna utilitzant drons de combat, afirmant haver causat diverses baixes.
Un membre del moviment partisà ucraïnès Atesh suposadament servia a l'exèrcit rus va afirmar que parts de la seva unitat, un batalló de rifles motoritzat del 44è Cos d'Exèrcit, es va negar a participar en l'assalt a la província de Khàrkiv, a causa del fracàs del sabotatge i el reconeixement anteriors i la força de les fortificacions ucraïneses.
El 10 de maig, les forces russes, segons l'ISW, havien confiscat al voltant de "35 milles quadrades de territori", tot i que les forces ucraïneses van afirmar haver empès les forces russes a retrocedir.

### 11 de maig
Els ucraïnesos van afirmar haver destruït 20 unitats russes d'equipament blindat durant l'ofensiva del dia anterior. Nazar Voloshin, portaveu del grup operacional-estratègic Khortitsia d'Ucraïna, va afirmar que els russos estaven continguts a la "zona grisa" i que l'ofensiva havia estat repel·lida eficaçment.
Segons la ISW, les imatges geolocalitzades publicades l'11 de maig indicaven que Morokhovets, Olinikove i Ohirtseve havien estat sota control rus. Els bloggers militars russos van afirmar que les forces russes també havien capturat els pobles d'Hoptivka, Kudivka i Tikhe, i estaven tractant d'avançar cap a Vovtxansk, encara que el think tank va dir que no havia observat proves per verificar aquestes afirmacions. El ministeri de defensa rus va afirmar en una reunió informativa que les seves forces havien pres cinc pobles: Strilecha, Pilna, Borysivka, Ohirtseve i Pletenivka.

### 12 de maig
El Ministeri de Defensa rus va afirmar que les seves forces havien capturat els pobles de Hatishtxe, Krasne, Morokhovets i Olinikove.
El comandant en cap de les Forces Armades d'Ucraïna, Oleksander Sirski, va escriure a Telegram que la situació a l'oblast de Khàrkiv havia "empitjorat significativament". Enmig de les reclamacions de fonts russes i ucraïneses de combat dins de Vovtxansk, ISW va avaluar que Hatishtxe, Pletenivka i Tikhe havien quedat sota control rus.

### 13 de maig
Els punts de venda ucraïnesos Rubrika i Ukrainska Pravda van informar que el mapa DeepStateMap indicava que les forces russes havien pres el control del poble de Zelene, mentre que el poble de Lukiantsi estava gairebé totalment ocupat. Posteriorment, les forces russes van afirmar haver entrat a Vovtxansk.
L'Institut per a l'Estudi de la Guerra va informar que les forces ucraïneses s'havien retirat del poble de Ternova.
Les forces ucraïneses van afirmar haver matat més de 100 soldats russos en les últimes 24 hores al nord de la província de Khàrkiv. Uns cinc batallons russos van estar involucrats a Vovtxansk. Els funcionaris ucraïnesos van reconèixer que les forces russes havien fet "guanys tàctics" i que les forces ucraïneses semblaven evitar els compromisos directes amb les forces russes. L'Estat Major General de les Forces Armades d'Ucraïna va dir a Facebook que les seves forces estaven "efectuant operacions defensives, infligint danys al foc a l'enemic, utilitzant àmpliament sistemes no tripulats per al reconeixement i llançant atacs de punts de referència per causar el màxim dany" afegint que les reserves estaven sent desplegades per "estabilitzar la situació".

### 14 de maig
DeepState va informar que el poble de Zelene encara estava sota control ucraïnès malgrat els intensos combats a la zona.
Les fonts russes van afirmar que les forces russes s'han apoderat de la totalitat de Lukiantsi, però, això no es va confirmar de manera independent. L'exèrcit ucraïnès va anunciar que les seves forces havien "canviat les posicions" a Lukiantsi "per salvar les vides" dels seus soldats a causa dels atacs russos en curs. L'Institut per a l'Estudi de la Guerra va qualificar això de "reconeixement tàcit dels avenços russos a l'assentament". Les forces russes també van fer guanys a Vovtxansk i van avançar cap al centre de Buhruvatka amb el ministeri de defensa rus afirmant que havien assegurat completament el poble, tot i que, imatges geolocalitzades encara van informar d'alguns combats als seus afores del sud.

### 15 de maig
El 15 de maig de 2024, el Ministeri de Defensa rus va anunciar el control dels pobles de Glubokoe i Lukiantsi. Per altra banda un orador de l'exèrcit ucraïnès va declarar que les tropes van ser retirades de les zones de Lukiantsi i Vovtxansk per "preservar les vides dels nostres soldats i evitar pèrdues" i passar a "posicions més avantatjoses", i que la situació "continua sent difícil".

### 16 de maig
El president ucraïnès Volodímir Zelenski va arribar a Khàrkiv per trobar-se amb el millor dels militars ucraïnesos i va dir que la situació a Khàrkiv és "molt difícil però sota control".
Els soldats ucraïnesos, lluitant prop de Khàrkiv, van informar que "mai havien vist res proper al nombre de llancetes que volaven" en comparació amb les batalles anteriors. No obstant això, els soldats ucraïnesos van informar que no havien de racionar els projectils com en batalles anteriors. Les forces russes van reduir el nombre d'assalts de vehicles blindats suposadament a causa de les pèrdues, mentre que utilitzaven grups més petits d'infanteria, 5-20, en assalts. Amb l'escriptura de la ISW: el "tempo de les operacions ofensives russes a la zona continua disminuint".

### 17 de maig
El president rus Vladímir Putin va fer per primera vegada declaracions respecte a la nova ofensiva que afirmava que els plans actuals de Rússia són la creació d'una "zona de reforç" per tal d'aturar el bombardeig ucraïnès de Belgorod i protegir les zones frontereres. Segons ell, no hi ha plans per capturar la ciutat de Khàrkiv a partir d'ara.
Zelenski va reconèixer que les forces russes havien avançat fins a deu quilòmetres a la província de Khàrkiv, però va afirmar que estaven sent retingudes per les principals línies defensives ucraïneses.
Les forces russes van continuar les operacions ofensives prop de Liptsi, mentre que els warblogs russos van afirmar que les forces russes van avançar al sud de Hliboke i estan lluitant als afores de Liptsi. Altres fonts russes van afirmar que Rússia estava operant prop de Lukiantsi, Zelene, Vovtxansk i Tikhe. Un sergent ucraïnès que operava prop de Vovchansk va dir al Wall Street Journal que les forces russes controlaven la meitat nord de Vovtxansk, tot i que això no es va verificar de manera independent.

### 18 de maig
Rússia va afirmar haver pres el control del poble de Staritsia. L'Institut per a l'Estudi de la Guerra ho va negar, informant que només es van confirmar les forces russes on operaven als afores del nord-est de l'assentament, i que no tenien control sobre tot l'assentament.
Les forces russes van continuar les operacions ofensives prop de Liptsi, Lukyantsi i Hliboke. Les forces russes també van continuar operacions ofensives prop de Zelene i prop i dins de Vovtxansk. El ministeri de defensa rus va tornar a afirmar que l'exèrcit rus havia capturat Zibine, que la ISW també va informar que no estava confirmat. El ministeri de defensa rus també va afirmar haver repel·lit els contraatacs ucraïnesos prop de Tikhe i que estaven avançant prop de Buhruvatka.

### 19 de maig
Les forces russes van continuar les operacions ofensives prop de Liptsi, Hliboke i Zelene sense cap canvi a la línia de front. Les forces russes van avançar a Vovtxansk, és a dir, al nord-est, arribant al riu Vovtxa. Els warblogs russos van donar informes contradictoris, ja sigui afirmant que les forces russes van prendre Starytsya i Buhruvatka, o que allà on s'assaltaven, juntament amb Prilipka i Tikhe.

### 20 de maig
El 20 de maig, el vicegovernador Roman Semenukha va afirmar que Ucraïna encara controlava el 60% de Vovtxansk.

### 21 de maig
El 21 de maig, el Ney York Times va informar que, segons mapes de fonts obertes, les Forces Armades russes controlen la part nord de Vovtxansk.

### 23 de maig
El Kyiv Independent va escriure que l'ofensiva "estava estrenyent les defenses ucraïneses".
Les forces russes van atacar les ciutats de Khàrkiv, Liubotin i Zolorxiv amb al voltant de 15 míssils S-300, matant a set persones i ferint a més d'una dotzena d'altres.
Les forces ucraïneses van recuperar el "territori marginal" al sud-est de Lukiantsi, mentre que les fonts russes van informar que Ucraïna va llançar contraatacs a Liptsi i Hliboke. El comandant en cap ucraïnès, el coronel general Oleksander Sirski, va informar que les forces russes van canviar a una "defensa activa" en direcció a Liptsi, i on ja no preformaven accions ofensives allà. Sirski també va declarar que les forces russes, on ara "es van enfonsar" en els combats de carrer a Vovtxansk, cosa que va quedar reflectida pels warblogs russos afirmen que els combats allà s'havien convertit en "posicionals". Les forces russes també van continuar els atacs terrestres prop de Staritsia.

### 25 de maig
El president ucraïnès Volodímir Zelenski va afirmar que les pèrdues russes van ser 8 vegades més altes que les d'Ucraïna durant l'ofensiva de Khàrkiv.
Zelenski també va informar que l'artilleria ucraïnesa havia restaurat el "control de combat" sobre una secció no especificada del front de Khàrkiv, mentre que l'Estat Major General Ucraïnès va informar que empenyien les forces russes a través de la línia del front. Es va informar que un oficial local va frustrar un assalt rus en direcció Striletxa-Hliboke. Mentrestant, el Ministeri de Defensa rus va afirmar que les forces russes van repel·lir els contraatacs ucraïnesos prop de Hliboke, mentre que els warblogs russos van informar que les forces russes "van lluitar" per avançar. Les forces russes també van continuar els assalts prop de Staritsia, Vovtxansk i Tikhe, mentre que els warblogs van afirmar que les forces russes van destruir un pont sobre el riu Vovtxa prop de Tikhe per evitar els contraatacs ucraïnesos.

### 26 de maig
Les forces ucraïneses van recuperar posicions prop de Liptsi amb el portaveu del Grup de Forces de Khortitsia, el tinent coronel Nazar Voloshin, informant que les forces ucraïneses havien empès les forces russes fora de les posicions en direcció a Strilecha-Hliboke, i va aturar una acció ofensiva russa al llarg de la carretera Hliboke-Liptsi. A més, els combats van continuar prop de Hliboke, Lukiantsi, Neskutxne, Staritsia i dins de Vovtxansk.

### 27 de maig
L'Oficina Estatal d'Investigació va revelar que estaven investigant per què el comandament de la 125a Brigada de Defensa Territorial, el 415è Batalló de Fusellers Separats, la 23a Brigada Mecanitzada, el 172è Batalló de Fusellers Separats, la 120a Brigada de Forces de Defensa Territorials i altres unitats no van organitzar adequadament la defensa de posicions a la frontera de província de Khàrkiv, que va conduir a un trencament rus.
Les forces ucraïneses van fer avanços marginals en la direcció de Liptsi enmig de continus atacs russos. El ministeri de defensa rus va afirmar que les forces russes van repel·lir un contraatac ucraïnès prop de Hliboke. Malgrat les accions ofensives tant de Rússia com d'Ucraïna, no hi va haver cap canvi a la línia de front de Vovtxansk.

### 28 de maig
Les forces ucraïneses van recuperar un trencament de vent amb vista a Lukiantsi, mentre que els informes dels enfrontaments amb les forces russes continuen a Liptsi i Vovtxansk. Els warglogs russos van afirmar que les forces russes havien empès uns 200 metres més o menys cap a la planta d'agregats de Vovtxansk, mentre que l'estat major general ucraïnès va informar que continuava lluitant al sud-oest de Vovtxansk prop de Staristia i al nord-est de Vovtxansk prop de Tikhe. El grup de portaveus de les forces Khortitsia, el tinent coronel Nazar Voloshi, va informar que Rússia havia bombardejat posicions ucraïneses prop de Vovchansk amb sistemes d'artilleria termobàrics TOS-2.

### 29 de maig
Les fonts russes van afirmar que, utilitzant motocicletes i ATV, Rússia va fer guanys marginals cap a Liptsi, Hliboke, Vovtxansk, Sinelnykove i Starystya. Kostiantyn Mashovets, un observador militar ucraïnès, va informar que la 18a Divisió de Fusellers Motoritzats de Rússia havia canviat a una "defensa activa", mentre que fonts russes van afirmar que les brigades de rifles motoritzades 25a i 138a, la 2a Divisió de Fusellers Motoritzats i la 47a Divisió de Tancs han començat a "conslidar" les seves posicions i participar en esforços defensius.

### 30 de maig
El 30 de maig, es va informar que la Brigada Liut estava duent a terme "operacions de mop-up de porta a porta" per tal d'evitar que les forces russes aconseguissin un punt de suport en altres seccions de la ciutat. El ministre de Defensa rus Andrei Beloússov va afirmar que l'exèrcit rus havia forçat les forces ucraïneses a retirar-se 8 km de la frontera russa. Mashovets, per la seva banda, va afirmar que les forces russes es preparaven per a altres esforços a Vovtxansk.

### 1 de juny
Un comandant ucraïnès va informar que les forces russes es concentraven per atacar Hliboke. Mentrestant, els warblogs russos van descriure l'ofensiva com a "estancada" i van informar que ho havia fet perquè les forces russes no van poder controlar el camp de batalla amb artilleria i suport aeri, atribuint la defensa d'Ucraïna principalment a l'ús de drons. La lluita va continuar en la direcció de Vovtxansk, però tampoc va haver-hi cap canvi. El MoD rus va informar que Ucraïna estava contraatacant prop de Vovtxansk i Staritsia. Funcionaris ucraïnesos, inclòs el cap de l'administració militar-civil de Khàrkiv, Oleg Sinehubov, va declarar que Ucraïna estava anticipant una ofensiva russa cap a Zolotxiv

### 2 de juny
Les forces ucraïneses van atacar objectius militars russos a les províncies de Belgorod i Kursk, inclosa una columna de vehicles russos no especificats a Sudja. Fonts ucraïneses van declarar que la columna consistia en 18 vehicles russos, a més, fonts governamentals i warblog russes van informar que un atac del MLRS ucraïnès contra Xebékino va matar el cap adjunt de Korotxanski Raion, Ígor Netxiporenko, i va ferir diversos altres administradors locals. Les forces russes van fer avanços marginals al sud-oest de Vovtxansk cap a Staritsia. A més, fonts russes, on es reclamava que Ucraïna estava preparant un contraatac al nord i al centre de Vovchansk i a les zones forestals entre Hliboke i Lukiantsi.

### 5 de juny
L'Estat Major General Ucraïnès va informar que les forces ucraïneses van repel·lir els assalts russos prop de Liptsi, mentre que el comandant en cap Ucraïnès, el coronel general Oleksander Sirski, va declarar que les forces russes estan concentrant els seus principals esforços al nord de la ciutat de Khàrkiv a Liptsi i Hliboke. La lluita va continuar prop i dins de Vovtxansk sense cap canvi a la línia de front fora de la ciutat. El cap de l'administració militar de la ciutat de Vovtxansk, Tamaz Gambarashvili, va informar que les forces ucraïneses van recuperar posicions no especificades dins de la ciutat i controlar completament la part central de la ciutat.
El Directori Principal d'Intel·ligència va llançar una conversa per cable de les forces russes a Gràivoron, a l'óblast de Belgorod, sobre els preparatius per a un assalt rus a una altra part de la frontera, probablement Zolotxiv.

### 9 de juny
Ramzan Kadírov, el cap de Txetxènia, va declarar que els russos van capturar el poble de Rizhivka a la regió de Sumi d'Ucraïna, situada prop de la frontera, al costat de l'assentament rus de Tiotkino. El Servei de Guàrdia de Fronteres de l'Estat d'Ucraïna va negar que el poble estigués sota control txetxè. La ISW va valorar que les incursions "no han establert una presència significativa o duradora en aquesta zona". Mentrestant, les forces ucraïneses van contraatacar prop de Hilboke i a Vovtxansk, mentre que els warblogs russos reclamaven un avanç rus prop de Liptsi.
Un avió tripulat d'ala fixa ucraïnesa va atacar un lloc de comandament rus a la província de Belgorod, marcant la primera vegada que un avió tripulat ucraïnès ha realitzat un atac en territori rus.

### 10 de juny
Iuri Zarko, cap de l'hromada de Bilopíl·lia, va negar que hi hagués tropes russes a Rizhivka. El president ucraïnès Volodímir Zelenski també va negar que les forces russes haguessin capturat Rizhivka. La ISW va avaluar que l'avanç txetxè només va arribar a 730 metres dins d'Ucraïna abans de tornar a Kursk. Alguns warblogs russos també van negar que Rizhivka fos capturada, i també van assenyalar que estava interconnectada amb el poble rus de Tetkino, amb els residents dels dos pobles viatjant lliurement entre els dos abans de la guerra.
Les forces ucraïneses van contraatacar prop de Hliboke i a Vovtxansk, i l'estat major ucraïnès va informar que havia rebutjat un assalt rus a Liptsi, Hliboke i Vovtxansk.

### 12 de juny
Mentrestant, les forces russes van avançar marginalment a Vovtxansk i van continuar els assalts a terra prop de Tikhe Liptsi, i Hliboke. Els warblogs russos també van afirmar que les forces ucraïneses van contraatacar prop de Hliboke.

### 13 de juny
Les forces ucraïneses van recuperar un trencament de vent just al sud-est de Hliboke enmig d'informes de warblogs russos d'un contraatac ucraïnès allà. Diverses fonts russes també van informar dels contraatacs ucraïnesos a Vovtxansk i al voltant d'ells, ja que tant les fonts russes com les ucraïneses informen que Rússia ha compromès les seves forces de reserva al front, és a dir, la 155a Brigada d'Infanteria Naval. Mentrestant, l'Estat Major Ucraïnès va informar que les forces russes van dur a terme atacs terrestres infructuosos prop de Hliboke, Vovtxansk i Tikhe.

### 16 de juny
Les forces russes van continuar amb accions ofensives prop de Hlyboke, Vovtxansk i Tihe, mentre que les forces ucraïneses van contraatacar prop de Hliboke i dins de Vovtxansk. Els combats intensos es van centrar al voltant de la Planta d'Agregació, on hi havia espai per habitació, passadís per passadís. El portaveu del Grup de Forces de Khàrkiv Iuri Povkh va afirmar que les forces russes estaven sent girades des del front a causa de la seva ineficàcia en combat a causa de les grans pèrdues, inclosa la 25a Brigada de Fusellers de la Guàrdia Separada i la 83a Brigada d'Assalt Aeri de la Guàrdia.

### 18 de juny
Les forces ucraïneses van recuperar posicions prop de Liptsi mentre que un comandant adjunt d'un batalló de drons ucraïnesos va informar de guanys a i prop de Hliboke. La lluita també va continuar prop de Zelene i Neskutxne i dins de Vovtxansk. I les tropes russes van avançar en direcció Tikhe. A causa de les forces confirmades que lluitaven a la ciutat a través de drons, la ISW ha avaluat que Rússia ha retirat tropes dels fronts de Kherson i Dontesk per reforçar el front de Khàrkiv.

### 21 de juny
Les forces russes van continuar les operacions ofensives, però no va haver-hi cap canvi a la línia de front. L'Estat Major Ucraïnès va informar que les forces russes van dur a terme atacs terrestres prop de Vovtxansk i Tikhe, així com el llançament de 17 bombes guiades de planatge, incloent-hi, una FAB-3000. Els warblogs russos, però, van afirmar que les forces russes havien capturat la planta d'agregats de Vovtxansk.